# كروسولي
كروسولي (بالإيطالية: Crucoli)‏ هي كومونا ومدينة في مقاطعة كروتوني بمنطقة قلورية، جنوب إيطاليا.   